# Sara Olmos
Sara Olmos (nacida y fallecida en Buenos Aires, Argentina) fue una destaca actriz de cine y teatro argentina. 

## Carrera
Llamada popularmente como Sarita Olmos, fue una gran protagonista o importante contrafigura de la década del ’30. Trabajó con grandes figuras de la época dorada cinematográfica como Floren Delbene, Herminia Franco, Antonio Ber Ciani, Carlos Perelli, Tito Martínez del Box y Miguel Gómez Bao, entre muchos otros.

### Filmografía
- 1935: El caballo del pueblo
- 1935: Picaflor
- 1937: Sol de primavera
- 1937: Muchachos de la ciudad  como Alicia
- 1937: Besos brujos
- 1937: La ley que olvidaron
- 1939: El canillita y la dama
- 1939: La intrusa
- 1940: Un bebé de contrabando
- 1941: Hay que casar a Ernesto
- 1943: Los hijos artificiales
- 1943: Una mujer con pantalones
- 1943: Luisito
- 1947: El retrato
- 1948: Don Bildigerno de Pago Milagro
- 1949: La otra y yo
- 1952: Mi hermano Esopo
- 1953: Los tres mosquiteros[2]

### Teatro
En 1945 interpretó junto con la Compañía teatral de Gloria Guzmán  y Juan Carlos Thorry,  las obras Al marido hay que seguirlo y María la famosa, junto con olimpio Bobbio, Antonio Provitilo, María  Santos, José María Pedrasa, Emilia Helda y Héctor Calcaño.
En 1949 trabaja en Maridos caseros, El clavo de oro, Sisebuta dictadora y Eclipse de sol, con un elenco conformado por Gloria Faluggi, Pilar Padín, Esperanza García, Susana Vidal, Emilio Magaldi, entre otros.
En 1951 trabajó  en  la obra  La tía de Carlos, de Brandon Thomas, dirigida por Enrique Santos Discépolo en el Teatro Casino, junto con Pablo Palitos, Gloria Ugarte, Patricia Castell, Lalo Malcolm, Domingo Márquez, María  Armand y Tito Licausi.
A fines de 1952 participó de la obra Un árbol para subir al cielo de Fermín Chávez, bajo la Compañía de la primera actriz Lola Membrives. Junto con amplio elenco como Marcelle Marcel, René Cossa, Mario Danesi, Pierina Dealessi, Nelly Darén, entre otros.